# Delocheilus prionoides
Delocheilus prionoides là một loài bọ cánh cứng trong họ Cerambycidae.